# Mosvik
Mosvik là một cựu đô thị ở hạt Nord-Trøndelag, Na Uy. Đô thị này thuộc vùng Innherad. Trung tâm hành chính của đô thị này là làng Mosvik.
Đô thị Mosvik og Verran đã được chia ra vào ngày 1 tháng 1 năm 1901. Cho đến năm 1991, việc đi lại với Innherred phải dùng phà, ban đầu thông qua Ytterøy đến Levanger, nhưng sau này trực tiếp nối Inderøy qua tuyến phà Kjerringvik-Vangshylla. Năm 1991, cầu Skarnsund hoàn thành, chấm dứt việc dùng phà.
Huy hiệu như hiện nay được dùng từ ngày 13 tháng 7 năm 1984.